# يطروفة أورتيغية
يطروفة أورتيغية (الاسم العلمي:Jatropha ortegae) هي نوع من النباتات تتبع جنس اليطروفة من الفصيلة الفربيونية.